# Cidade Velha
Cidade Velha (portugalski naziv za "stari grad ", također: Santiago de Cabo Verde ) grad je u južnom dijelu otoka Santiago u Zelenortskoj Republici. Osnovano 1462. godine, :77, najstarije je naselje u Zelenortskoj Republici i njegov nekadašnji glavni grad. Grad je prvotno nazvan Ribeira Grande, ali je krajem 18. stoljeća naziv promijenjen u Cidade Velha.
Smješten uz sjeverozapadnu afričku obalu, ovaj je grad bio prvo europsko kolonijalno naselje u tropskim krajevima. Neki od pomno isplaniranih izvornih lokaliteta još su uvijek neiskorišteni, uključujući kraljevsku tvrđavu, dvije crkve i gradski trg iz 16. stoljeća. Danas je Cidade Velha brodsko stajalište i centar kreolske kulture. Grad je 2009. godine stavljen na UNESCO-ov popis svjetske baštine.

## Geografski smještaj
Cidade Velha smješten je na južnoj obali Santiaga, na ušću rijeke Ribeira Grande de Santiago. Udaljen je 10 kilometres zapadno od glavnog grada Praije. Područja grada uključuju naselja Largo Pelourinho, São Sebastião, Santo António i São Pedro .

## Povijest
Otok Santiago otkrio je Genovežanin António da Noli, 1460. godine. :73 Da Noli je nastanio Ribeiru Grande s članovima svoje obitelji i Portugalcima iz Algarvea i Alenteja 1462. godine  :77 Uvjeti naseljavanja bili su dobri zbog obilja vode iz rijeke Ribeira Grande, što joj je dalo prednost u odnosu na drugo naselje na Santiagu, Alcatrazes.  :80 Naselje je postalo ključna luka za portugalsku kolonizaciju prema Africi i Južnoj Americi. U 16. i 17. stoljeću bio je središte pomorske trgovine između Afrike, Rta dobre nade, Brazila i Kariba. Zbog blizine afričke obale bio je bitna stanica za trgovinu robovima.
Luka Cidade Velha bila je stajalište dvojice sjajnih moreplovaca: Vasca da Game 1497. godine na putu za Indiju i Kristofora Kolumba 1498. godine dok je bio na trećem putovanju Amerikom. Godine 1522. bio je mjesto za zaustavljanje kasnijeg istraživača Ferdinanda Magellana.
Cidade Velha ima najstariju kolonijalnu crkvu na svijetu - crkvu Nossa Senhora do Rosário, koja je izgrađena 1495. godine. Godine 1533. Cidade Velha postaje sjedište nove rimokatoličke biskupije Santiago de Cabo Verde, stvorene papinskom bulom pape Klementa VII. Trenutno je sjedište biskupije u Praji.
Bogatstvo Ribeire Grande i sukobi između Portugala i suparničkih kolonijalnih sila Francuske i Britanije privukli su gusre, uključujući Francisa Drakea (1585.) i Jacquesa Cassarda (1712.). :195 Unatoč izgradnji Forte Real de São Filipe 1587–93., Ribeira Grande ostala je ranjiva i pala u propast. Stoga je Praia 1770. godine postao glavni grad Zelenortske Republike.
Ribeira Grande (danas Cidade Velha) svedena je na rang sela i njezini su civilni, vjerski i vojni objekti propadali. Od 1960-ih započeli su restauratorski radovi :70 te je 2009. godine uvršten na UNESCO-ov popis svjetske baštine .

## Znamenitosti
- Pelourinho ( Stup ), podignut 1512. ili 1520. godine. Na ovom mramornom stupu pobunjeni su robovi javno kažnjavani. Obnovljen je 1960-ih. Stoji na glavnom gradskom trgu.[5] :38
- Forte Real de São Filipe, izgrađena 1587–93.  :26 Ova je utvrda izgrađena kao obrana od napada pirata (uglavnom francuskih i engleskih). Nalazi se na nadmorskoj visini od 120 m.
- Crkva Nossa Senhora do Rosário, najstarija kolonijalna crkva na svijetu, sagrađena 1495. godine. Ima bočnu kapelu u manuelskom gotičkom stilu.  :31
- Ruševine Sé katedrala, gradnja je započela 1556., a završena 1705., a opljačkana 1712. Njegove impresivne ruševine konzervirane su 2004 godine.  :29–30
- razrušeni samostan Sao Francisca, sagrađen 1657. godine na padini izvan središta grada. Samostanska crkva obnovljena je 2002 godine.  :33

## Galerija
- Trg Pelourinho
- Cidade Velha - Kuća uz ocean.
- Ruševine utvrde São Filipe.